# Großer Preis von Belgien 1993
Der Große Preis von Belgien 1993 (offiziell Belgian Grand Prix) fand am 29. August auf dem Circuit de Spa-Francorchamps in Spa statt und war das zwölfte Rennen der Formel-1-Weltmeisterschaft 1993.

## Berichte

### Hintergrund
Ein im Vergleich zum Großen Preis von Ungarn zwei Wochen zuvor unverändertes Teilnehmerfeld trat auch zum zwölften WM-Lauf des Jahres in Belgien an.
Nach dem Großen Preis von Ungarn führte Alain Prost in der Fahrerwertung mit 27 Punkten vor Ayrton Senna und mit 39 Punkten vor Damon Hill. In der Konstrukteurswertung führte Williams-Renault mit 62 Punkten vor McLaren-Ford und Benetton-Ford.
Mit Senna (fünfmal), Prost (zweimal), Michael Schumacher und Michele Alboreto (jeweils einmal) traten vier ehemalige Sieger zu diesem Grand Prix an.

### Training
Während des ersten Trainings am Freitag verunglückte Alessandro Zanardi im Bereich der Eau Rouge bei hoher Geschwindigkeit. Am weiteren Verlauf des Rennwochenende konnte er daraufhin nicht teilnehmen.

### Qualifying
Wie bereits mehrfach in dieser Saison setzte sich die erste Startreihe aus den beiden Williams FW15C von Prost und Hill zusammen. Schumacher bildete gemeinsam mit Jean Alesi die zweite Reihe vor Senna, Aguri Suzuki, Derek Warwick und Riccardo Patrese.

### Rennen
Während die beiden Williams-Piloten aus der ersten Startreihe in Führung gingen, hatten beide Benetton-Fahrer Probleme mit einer neuen Startautomatik in ihren Wagen. Senna gelangte dadurch an Schumacher vorbei. Bereits während der ersten Zufahrt zu Eau Rouge zog er zudem an Hill vorbei. Dieser konterte jedoch im zweiten Umlauf erfolgreich.
In der vierten Runde stellte Alesi seinen Ferrari F93A an der Box mit der Begründung ab, der Wagen sei nicht sicher zu fahren. Aus demselben Grund hatte sein Teamkollege Gerhard Berger einige Wochen zuvor den Großen Preis von Großbritannien aufgegeben.
Während der Phase der ersten Boxenstopps gelangte Schumacher an Senna vorbei auf den dritten Rang.
Im Zuge seines zweiten Boxenstopps wurde Prost durch dichtes Gedränge in der Boxengasse aufgehalten und verlor dadurch die Führung an seinen Teamkollegen Hill. Schumacher zog ebenfalls an ihm vorbei.
Zwei Wochen nachdem er in Ungarn seinen ersten Grand-Prix-Erfolg erzielt hatte, siegte Hill erneut. Schumacher wurde Zweiter vor Prost und Senna. Johnny Herbert belegte den fünften Rang vor Patrese.
In der Fahrerwertung blieben die ersten drei Positionen unverändert. In der Konstrukteurswertung konnte sich Williams-Renault weiter absetzen. Dahinter überholte Benetton-Ford McLaren-Ford für den zweiten Platz.

## Meldeliste
| Team                        | Nr. | Fahrer               | Chassis        | Motor                        | Reifen |
| --------------------------- | --- | -------------------- | -------------- | ---------------------------- | ------ |
| Canon Williams Team         | 0   | Damon Hill           | Williams FW15C | Renault RS5 3.5 V10          | G      |
| Canon Williams Team         | 02  | Alain Prost          | Williams FW15C | Renault RS5 3.5 V10          | G      |
| Tyrrell Racing Organisation | 03  | Ukyō Katayama        | Tyrrell 021    | Yamaha OX10A 3.5 V10         | G      |
| Tyrrell Racing Organisation | 04  | Andrea de Cesaris    | Tyrrell 021    | Yamaha OX10A 3.5 V10         | G      |
| Camel Benetton Ford         | 05  | Michael Schumacher   | Benetton B193B | Ford Cosworth HB 3.5 V8      | G      |
| Camel Benetton Ford         | 06  | Riccardo Patrese     | Benetton B193B | Ford Cosworth HB 3.5 V8      | G      |
| Marlboro McLaren            | 07  | Michael Andretti     | McLaren MP4/8  | Ford Cosworth HB 3.5 V8      | G      |
| Marlboro McLaren            | 08  | Ayrton Senna         | McLaren MP4/8  | Ford Cosworth HB 3.5 V8      | G      |
| Footwork Mugen Honda        | 09  | Derek Warwick        | Footwork FA14  | Mugen-Honda MF-351HB 3.5 V10 | G      |
| Footwork Mugen Honda        | 10  | Aguri Suzuki         | Footwork FA14  | Mugen-Honda MF-351HB 3.5 V10 | G      |
| Team Lotus                  | 11  | Alessandro Zanardi   | Lotus 107B     | Ford Cosworth HB 3.5 V8      | G      |
| Team Lotus                  | 12  | Johnny Herbert       | Lotus 107B     | Ford Cosworth HB 3.5 V8      | G      |
| Sasol Jordan                | 14  | Rubens Barrichello   | Jordan 193     | Hart 1035 3.5 V10            | G      |
| Sasol Jordan                | 15  | Thierry Boutsen      | Jordan 193     | Hart 1035 3.5 V10            | G      |
| Larrousse F1                | 19  | Philippe Alliot      | Larrousse LH93 | Lamborghini 3512 3.5 V12     | G      |
| Larrousse F1                | 20  | Érik Comas           | Larrousse LH93 | Lamborghini 3512 3.5 V12     | G      |
| Lola BMS Scuderia Italia    | 21  | Michele Alboreto     | Lola T93/30    | Ferrari 040 3.5 V12          | G      |
| Lola BMS Scuderia Italia    | 22  | Luca Badoer          | Lola T93/30    | Ferrari 040 3.5 V12          | G      |
| Minardi Team                | 23  | Christian Fittipaldi | Minardi M193   | Ford Cosworth HB 3.5 V8      | G      |
| Minardi Team                | 24  | Pierluigi Martini    | Minardi M193   | Ford Cosworth HB 3.5 V8      | G      |
| Ligier Gitanes Blondes      | 25  | Martin Brundle       | Ligier JS39    | Renault RS5 3.5 V10          | G      |
| Ligier Gitanes Blondes      | 26  | Mark Blundell        | Ligier JS39    | Renault RS5 3.5 V10          | G      |
| Scuderia Ferrari            | 27  | Jean Alesi           | Ferrari F93A   | Ferrari 041 3.5 V12          | G      |
| Scuderia Ferrari            | 28  | Gerhard Berger       | Ferrari F93A   | Ferrari 041 3.5 V12          | G      |
| Lighthouse Sauber           | 29  | Karl Wendlinger      | Sauber C12     | Sauber 2175 3.5 V10          | G      |
| Lighthouse Sauber           | 30  | JJ Lehto             | Sauber C12     | Sauber 2175 3.5 V10          | G      |

## Klassifikationen

### Qualifying
| Pos. | Fahrer               | Konstrukteur          | 1. Qualifikationstraining | 1. Qualifikationstraining | 2. Qualifikationstraining | 2. Qualifikationstraining | Start |
| Pos. | Fahrer               | Konstrukteur          | Zeit                      | Ø-Geschwindigkeit         | Zeit                      | Ø-Geschwindigkeit         | Start |
| ---- | -------------------- | --------------------- | ------------------------- | ------------------------- | ------------------------- | ------------------------- | ----- |
| 01   | Alain Prost          | Williams-Renault      | 1:48,794                  | 230,770 km/h              | 1:47,571                  | 233,394 km/h              | 01    |
| 02   | Damon Hill           | Williams-Renault      | 1:48,716                  | 230,936 km/h              | 1:48,466                  | 231,468 km/h              | 02    |
| 03   | Michael Schumacher   | Benetton-Ford         | 1:50,305                  | 227,609 km/h              | 1:49,075                  | 230,176 km/h              | 03    |
| 04   | Jean Alesi           | Ferrari               | 1:52,159                  | 223,847 km/h              | 1:49,825                  | 228,604 km/h              | 04    |
| 05   | Ayrton Senna         | McLaren-Ford          | 1:51,385                  | 225,402 km/h              | 1:49,934                  | 228,377 km/h              | 05    |
| 06   | Aguri Suzuki         | Footwork-Mugen-Honda  | 1:51,904                  | 224,357 km/h              | 1:50,329                  | 227,559 km/h              | 06    |
| 07   | Derek Warwick        | Footwork-Mugen-Honda  | 1:52,730                  | 222,713 km/h              | 1:50,628                  | 226,944 km/h              | 07    |
| 08   | Riccardo Patrese     | Benetton-Ford         | 1:51,925                  | 224,314 km/h              | 1:51,017                  | 226,149 km/h              | 08    |
| 09   | JJ Lehto             | Sauber                | 1:52,210                  | 223,745 km/h              | 1:51,048                  | 226,086 km/h              | 09    |
| 10   | Johnny Herbert       | Lotus-Ford            | 1:52,369                  | 223,428 km/h              | 1:51,139                  | 225,901 km/h              | 10    |
| 11   | Martin Brundle       | Ligier-Renault        | 1:53,323                  | 221,547 km/h              | 1:51,350                  | 225,473 km/h              | 11    |
| 12   | Karl Wendlinger      | Sauber                | 1:53,139                  | 221,908 km/h              | 1:51,440                  | 225,291 km/h              | 12    |
| 13   | Rubens Barrichello   | Jordan-Hart           | 1:53,235                  | 221,719 km/h              | 1:51,711                  | 224,744 km/h              | 13    |
| 14   | Michael Andretti     | McLaren-Ford          | 1:53,554                  | 221,097 km/h              | 1:51,833                  | 224,499 km/h              | 14    |
| 15   | Mark Blundell        | Ligier-Renault        | 1:53,030                  | 222,122 km/h              | 1:51,916                  | 224,333 km/h              | 15    |
| 16   | Gerhard Berger       | Ferrari               | 1:52,689                  | 222,794 km/h              | 1:52,080                  | 224,004 km/h              | 16    |
| 17   | Andrea de Cesaris    | Tyrrell-Yamaha        | 1:53,559                  | 221,087 km/h              | 1:52,647                  | 222,877 km/h              | 17    |
| 18   | Philippe Alliot      | Larrousse-Lamborghini | 1:56,822                  | 214,912 km/h              | 1:52,907                  | 222,364 km/h              | 18    |
| 19   | Érik Comas           | Larrousse-Lamborghini | 1:56,072                  | 216,300 km/h              | 1:53,186                  | 221,815 km/h              | 19    |
| 20   | Thierry Boutsen      | Jordan-Hart           | 1:55,382                  | 217,594 km/h              | 1:53,465                  | 221,270 km/h              | 20    |
| 21   | Pierluigi Martini    | Minardi-Ford          | 1:54,968                  | 218,377 km/h              | 1:53,526                  | 221,151 km/h              | 21    |
| 22   | Christian Fittipaldi | Minardi-Ford          | 1:56,947                  | 214,682 km/h              | 1:53,942                  | 220,344 km/h              | 22    |
| 23   | Ukyō Katayama        | Tyrrell-Yamaha        | 1:55,271                  | 217,803 km/h              | 1:54,551                  | 219,172 km/h              | 23    |
| 24   | Luca Badoer          | Lola-Ferrari          | 1:57,599                  | 213,492 km/h              | 1:54,978                  | 218,358 km/h              | 24    |
| 25   | Michele Alboreto     | Lola-Ferrari          | 1:57,852                  | 213,033 km/h              | 1:55,965                  | 216,500 km/h              | 25    |

### Rennen
| Pos. | Fahrer               | Konstrukteur          | Runden | Stopps | Zeit        | Start | Schnellste Runde |
| ---- | -------------------- | --------------------- | ------ | ------ | ----------- | ----- | ---------------- |
| 01   | Damon Hill           | Williams-Renault      | 44     | 2      | 1:24:32,124 | 02    | 1:51,212 (40.)   |
| 02   | Michael Schumacher   | Benetton-Ford         | 44     | 2      | + 3,668     | 03    | 1:51,242 (38.)   |
| 03   | Alain Prost          | Williams-Renault      | 44     | 2      | + 14,988    | 01    | 1:51,095 (41.)   |
| 04   | Ayrton Senna         | McLaren-Ford          | 44     | 1      | + 1:39,763  | 05    | 1:54,185 (34.)   |
| 05   | Johnny Herbert       | Lotus-Ford            | 43     | 1      | + 1 Runde   | 10    | 1:55,334 (37.)   |
| 06   | Riccardo Patrese     | Benetton-Ford         | 43     | 1      | + 1 Runde   | 08    | 1:55,681 (34.)   |
| 07   | Martin Brundle       | Ligier-Renault        | 43     | 1      | + 1 Runde   | 11    | 1:55,478 (40.)   |
| 08   | Michael Andretti     | McLaren-Ford          | 43     | 2      | + 1 Runde   | 14    | 1:54,614 (33.)   |
| 09   | JJ Lehto             | Sauber                | 43     | 1      | + 1 Runde   | 09    | 1:55,475 (33.)   |
| 10   | Gerhard Berger       | Ferrari               | 42     | 1      | DNF         | 16    | 1:55,240 (38.)   |
| 11   | Mark Blundell        | Ligier-Renault        | 42     | 2      | DNF         | 15    | 1:54,059 (34.)   |
| 12   | Philippe Alliot      | Larrousse-Lamborghini | 42     | 1      | + 2 Runden  | 18    | 1:57,390 (34.)   |
| 13   | Luca Badoer          | Lola-Ferrari          | 42     | 1      | + 2 Runden  | 24    | 1:59,228 (35.)   |
| 14   | Michele Alboreto     | Lola-Ferrari          | 41     | 1      | + 3 Runden  | 25    | 2:00,927 (31.)   |
| 15   | Ukyō Katayama        | Tyrrell-Yamaha        | 40     | 2      | + 4 Runden  | 23    | 2:00,111 (36.)   |
| –    | Érik Comas           | Larrousse-Lamborghini | 37     | 1      | DNF         | 19    | 1:57,134 (34.)   |
| –    | Derek Warwick        | Footwork-Mugen-Honda  | 28     | 1      | DNF         | 07    | 1:58,396 (19.)   |
| –    | Karl Wendlinger      | Sauber                | 27     | 2      | DNF         | 12    | 1:56,632 (27.)   |
| –    | Andrea de Cesaris    | Tyrrell-Yamaha        | 24     | 1      | DNF         | 17    | 1:58,866 (24.)   |
| –    | Christian Fittipaldi | Minardi-Ford          | 15     | 0      | DNF         | 22    | 2:00,292 (14.)   |
| –    | Pierluigi Martini    | Minardi-Ford          | 15     | 0      | DNF         | 21    | 2:00,006 (10.)   |
| –    | Aguri Suzuki         | Footwork-Mugen-Honda  | 14     | 0      | DNF         | 06    | 1:58,780 (13.)   |
| –    | Rubens Barrichello   | Jordan-Hart           | 11     | 0      | DNF         | 13    | 1:59,554 (07.)   |
| –    | Jean Alesi           | Ferrari               | 4      | 0      | DNF         | 04    | 1:59,283 (03.)   |
| –    | Thierry Boutsen      | Jordan-Hart           | 0      | 0      | DNF         | 20    | –                |

## WM-Stände nach dem Rennen
Die ersten sechs des Rennens bekamen 10, 6, 4, 3, 2 bzw. 1 Punkt(e).

### Fahrerwertung
| Pos. | Fahrer               | Konstrukteur         | Punkte |
| ---- | -------------------- | -------------------- | ------ |
| 01   | Alain Prost          | Williams-Renault     | 81     |
| 02   | Ayrton Senna         | McLaren-Ford         | 53     |
| 03   | Damon Hill           | Williams-Renault     | 48     |
| 04   | Michael Schumacher   | Benetton-Ford        | 42     |
| 05   | Riccardo Patrese     | Benetton-Ford        | 18     |
| 06   | Martin Brundle       | Ligier-Renault       | 11     |
| 07   | Johnny Herbert       | Lotus-Ford           | 11     |
| 08   | Mark Blundell        | Ligier-Renault       | 10     |
| 09   | Gerhard Berger       | Ferrari              | 10     |
| 10   | JJ Lehto             | Sauber               | 5      |
| 11   | Christian Fittipaldi | Minardi-Ford         | 5      |
| 12   | Derek Warwick        | Footwork-Mugen-Honda | 4      |
| 13   | Jean Alesi           | Ferrari              | 4      |
| 14   | Michael Andretti     | McLaren-Ford         | 3      |

| Pos. | Fahrer             | Konstrukteur          | Punkte |
| ---- | ------------------ | --------------------- | ------ |
| 15   | Philippe Alliot    | Larrousse-Lamborghini | 2      |
| 16   | Fabrizio Barbazza  | Minardi-Ford          | 2      |
| 17   | Karl Wendlinger    | Sauber                | 2      |
| 18   | Alessandro Zanardi | Lotus-Ford            | 1      |
| 19   | Rubens Barrichello | Jordan-Hart           | 0      |
| 20   | Luca Badoer        | Lola-Ferrari          | 0      |
| 21   | Érik Comas         | Larrousse-Lamborghini | 0      |
| 22   | Aguri Suzuki       | Footwork-Mugen-Honda  | 0      |
| 23   | Thierry Boutsen    | Jordan-Hart           | 0      |
| 24   | Andrea de Cesaris  | Tyrrell-Yamaha        | 0      |
| 25   | Ukyō Katayama      | Tyrrell-Yamaha        | 0      |
| 26   | Michele Alboreto   | Lola-Ferrari          | 0      |
| 27   | Pierluigi Martini  | Minardi-Ford          | 0      |
| –    | Ivan Capelli       | Jordan-Hart           | 0      |

### Konstrukteurswertung
| Pos. | Konstrukteur     | Punkte |
| ---- | ---------------- | ------ |
| 01   | Williams-Renault | 129    |
| 02   | Benetton-Ford    | 60     |
| 03   | McLaren-Ford     | 56     |
| 04   | Ligier-Renault   | 21     |
| 05   | Ferrari          | 14     |
| 06   | Lotus-Ford       | 12     |
| 07   | Minardi-Ford     | 7      |

| Pos. | Konstrukteur          | Punkte |
| ---- | --------------------- | ------ |
| 08   | Sauber                | 7      |
| 09   | Footwork-Mugen-Honda  | 4      |
| 10   | Larrousse-Lamborghini | 2      |
| 11   | Jordan-Hart           | 0      |
| 12   | Lola-Ferrari          | 0      |
| 13   | Tyrrell-Yamaha        | 0      |